# قره‌سقال (لاچین)
قره‌سقال (به لاتین: Qarasaqqal) یک تقسیمات کشوری در جمهوری آذربایجان است که در شهرستان لاچین واقع شده‌است.